# Thecla
Thecla és un gènere de lepidòpters papilionoïdeus de la família dels licènids (Lycaenidae).

## Taxonomia
El gènere Thecla inclou moltes espècies, entre altres:

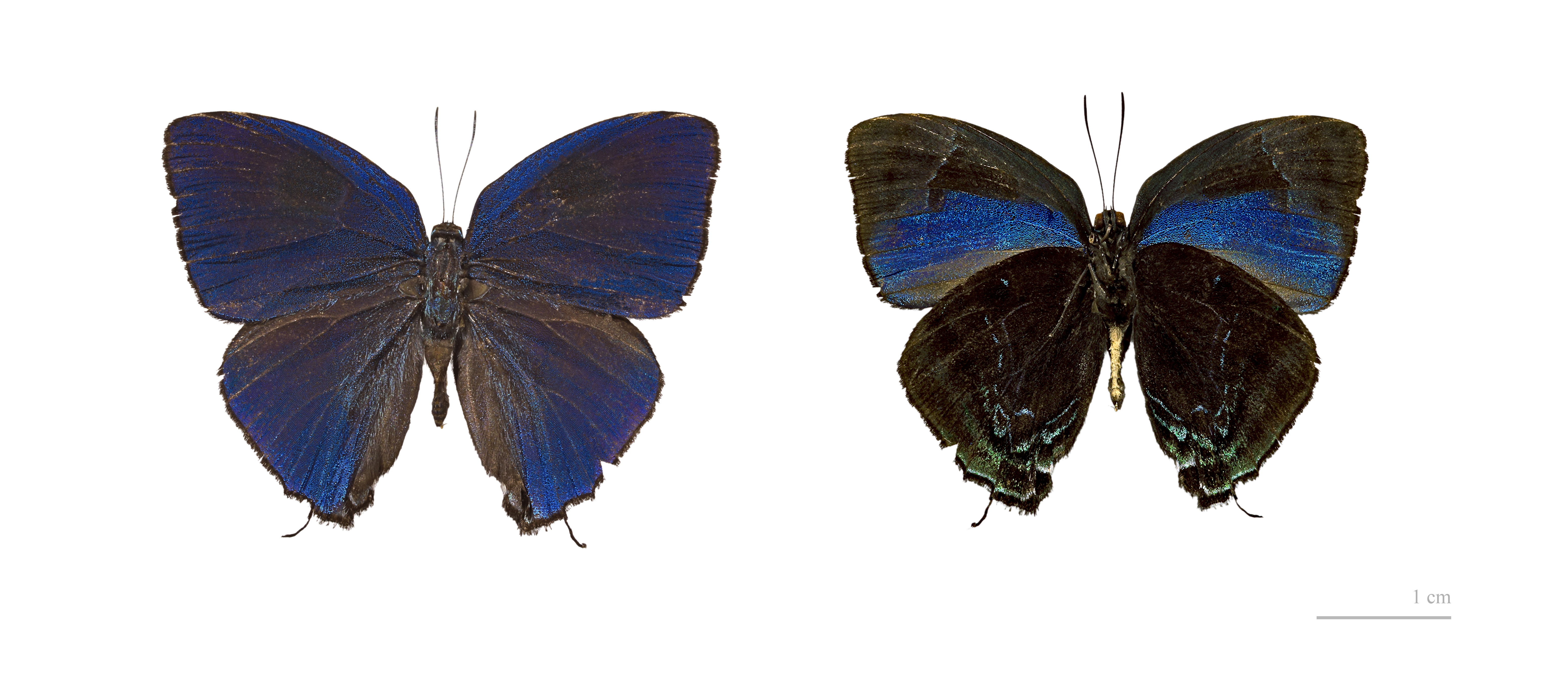
Thecla betulae (Linnaeus, 1758)
- Thecla betulina Staudinger, 1887
- Thecla ohyai Fujioka, 1994
- Thecla chalybeia De Nicéville 1892
- Thecla hemon Cramer, 1775
- Thecla leechii De Nicéville 1892
- Thecla letha (Watson, 1896)
- Thecla pavo (De Nicéville, 1887)
- Thecla ziha (Hewitson, 1865)

- Thecla hemon